# Liste von Persönlichkeiten der Stadt Eisenstadt
Die Liste von Persönlichkeiten der Stadt Eisenstadt umfasst enzyklopädisch relevante Persönlichkeiten der Geschichte und Zeitgeschichte, die einen klaren biografischen Bezug zur burgenländischen Landeshauptstadt Eisenstadt (ungarisch: Kismarton, kroatisch: Željezno, Romani: Srasta) aufweisen.

## In Eisenstadt geborene Persönlichkeiten
Hier werden unabhängig von ihrer späteren Wirkungsstätte jene Persönlichkeiten angeführt, deren Geburtsort Eisenstadt ist. Diese Teilliste ist chronologisch nach Geburtsjahren geordnet.
| Name                                 | Geburtsjahr | Sterbejahr | zur Person                                                                              |
| ------------------------------------ | ----------- | ---------- | --------------------------------------------------------------------------------------- |
| Siegfried von Kollonitsch            | 1572        | 1624       | kaiserlicher Feldmarschall                                                              |
| Paul I. Esterházy de Galantha        | 1635        | 1713       | Majoratsherr der Familie Esterházy                                                      |
| Joseph I. Esterházy de Galantha      | 1688        | 1721       | Majoratsherr der Familie Esterházy                                                      |
| Karlmann Pachschmidt                 | 1700        | 1734       | Benediktiner und Komponist                                                              |
| Paul II. Anton Esterházy de Galantha | 1711        | 1762       | Majoratsherr der Familie Esterházy                                                      |
| Jesaja Berlin                        | 1725        | 1799       | Rabbiner                                                                                |
| Matthias Klaus                       | 1758        | 1833       | Bürgermeister von St. Pölten                                                            |
| Akiba Eger                           | 1761        | 1837       | Rabbiner                                                                                |
| Joseph Weigl                         | 1766        | 1846       | Komponist und Dirigent                                                                  |
| Josef Hyrtl                          | 1810        | 1894       | Anatom                                                                                  |
| Ferdinand von Rosenzweig             | 1812        | 1892       | Feldzeugmeister                                                                         |
| Franz Storno der Ältere              | 1821        | 1907       | Maler, Architekt, Restaurator und Kunstsammler                                          |
| Josef Kis                            | 1833        | 1900       | Porträt-, Historien- und Genremaler                                                     |
| Moriz Benedikt                       | 1835        | 1920       | Neurologe                                                                               |
| Hirsch Hildesheimer                  | 1855        | 1910       | jüdischer Gelehrter, Dozent, Schriftsteller und Aktivist gegen das Verbot der Schechita |
| Sándor Wolf                          | 1871        | 1946       | Sammler und Gründer des Landesmuseums Burgenland                                        |
| Josef Wagast                         | 1881        | 1946       | Politiker                                                                               |
| Gustinus Ambrosi                     | 1893        | 1975       | Bildhauer und Lyriker                                                                   |
| Julius von Farkas                    | 1894        | 1958       | Linguist                                                                                |
| Paul V. Esterházy de Galantha        | 1901        | 1989       | Majoratsherr der Familie Esterházy                                                      |
| Josef Palham                         | 1905        | 1988       | Politiker und Mittelschulprofessor                                                      |
| Otto Rössler                         | 1907        | 1991       | Semitist und Afrikanist                                                                 |
| Hans Tinhof                          | 1915        | 1979       | Politiker                                                                               |
| Rudolf Heinz Fischer                 | 1916        | 2011       | Politiker                                                                               |
| Franz Soronics                       | 1920        | 2009       | Politiker                                                                               |
| Josef Handler                        | 1927        |            | Politiker                                                                               |
| Herbert Hoffmann                     | 1930        | 2012       | Archäologe                                                                              |
| Mosche Se’ev Feldman                 | 1930        | 1997       | Abgeordneter und stellvertretender Minister in Israel                                   |
| Linde Rotta                          | 1937        |            | Schriftstellerin                                                                        |
| Helmut Schatz                        | 1937        |            | Mediziner                                                                               |
| Maria Perschy                        | 1938        | 2004       | Filmschauspielerin                                                                      |
| Samuel Yaffe-Schlesinger             | 1939        |            | Rabbiner                                                                                |
| Elfriede Krismanich                  | 1940        |            | Politikerin und AHS-Lehrerin                                                            |
| Achim Leutz                          | 1940        | 2017       | Luftfahrtingenieur und Fluglehrer                                                       |
| Peter Pongratz                       | 1940        |            | Maler, Bühnenbildner und Jazz-Drummer                                                   |
| Elisabeth Ficker                     | 1941        |            | Landtagsabgeordnete (SPÖ)                                                               |
| Günter Unger                         | 1941        |            | Schriftsteller, Publizist und Regisseur                                                 |
| Karl-Heinz Rieder                    | 1942        | 2017       | Physiker                                                                                |
| Christian Prosl                      | 1946        |            | Diplomat                                                                                |
| Gertrude Spieß                       | 1947        |            | Politikerin und Hauptschullehrerin                                                      |
| Ernst Schmid                         | 1949        |            | Politiker                                                                               |
| Christa Agnes Tuczay                 | 1952        |            | Altgermanistin und Kulturwissenschaftlerin                                              |
| Ewald Ivanschitz                     | 1953        | 2014       | Klarinettist und Musikpädagoge                                                          |
| Johannes Haider                      | 1954        | 2014       | Künstler                                                                                |
| Rudolf Simek                         | 1954        |            | Philologe, Skandinavist und germanistischer Mediävist                                   |
| Andrea Fraunschiel                   | 1955        | 2019       | Bürgermeisterin von Eisenstadt                                                          |
| Martin Nehrer                        | 1955        |            | Politiker und Arzt                                                                      |
| Johann Dihanich                      | 1958        |            | Fußballspieler und -trainer                                                             |
| Doris Mayer                          | 1958        | 2018       | Schauspielerin und Schriftstellerin                                                     |
| Oswald Klikovits                     | 1959        |            | Politiker                                                                               |
| Johann Tschürtz                      | 1959        |            | Politiker und Polizist                                                                  |
| Josef Bernhardt                      | 1960        |            | Künstler                                                                                |
| Nikolaus Berlakovich                 | 1961        |            | Politiker und Landwirt                                                                  |
| Manfred Horvath                      | 1962        |            | Fotograf                                                                                |
| Manuela Khom                         | 1963        |            | Politikerin                                                                             |
| Johannes Novak                       | 1963        |            | Biologe und Pharmazeut                                                                  |
| Reinhard Trischak                    | 1963        |            | Offizier                                                                                |
| Edeltraud Hanappi-Egger              | 1964        |            | Informatikerin                                                                          |
| Andreas Liegenfeld                   | 1964        |            | Politiker                                                                               |
| Richard Saringer                     | 1967        |            | Schauspieler                                                                            |
| Birgit Braunstein                    | 1968        |            | Winzerin                                                                                |
| Eva Maria Marold                     | 1968        |            | Schauspielerin und Sängerin                                                             |
| Verena Moritz                        | 1969        |            | Historikerin                                                                            |
| Rainer Windholz                      | 1969        |            | Politiker (SPÖ)                                                                         |
| Elvira Schmidt                       | 1970        |            | Politikerin (SPÖ)                                                                       |
| Thomas Bugnyar                       | 1971        |            | Verhaltensforscher, Wissenschaftler                                                     |
| Michel Reimon                        | 1971        |            | Autor, Politiker                                                                        |
| Christina Riegel                     | 1971        |            | Skirennläuferin                                                                         |
| Harald Tauber                        | 1971        |            | Sänger und Schauspieler                                                                 |
| Christian Ries                       | 1972        |            | Politiker                                                                               |
| Ursula Bredlinger                    | 1973        |            | Langstreckenläuferin                                                                    |
| Simone Fuith                         | 1973        |            | Schauspielerin                                                                          |
| Ikarus                               | 1974        |            | Musiker und Produzent                                                                   |
| Hans-Jürgen Mader                    | 1974        |            | Basketballspieler                                                                       |
| Beate Schreiter-Radel                | 1974        |            | Malerin und Glaskünstlerin                                                              |
| Thomas Schmid                        | 1975        |            | Politiker                                                                               |
| Barbara Eder                         | 1976        |            | Regisseurin                                                                             |
| March Höld                           | 1976        |            | Schriftstellerin                                                                        |
| Harald Suchard                       | 1976        |            | Fußballspieler                                                                          |
| Michael Fuith                        | 1977        |            | Schauspieler                                                                            |
| Wolfgang Millendorfer                | 1977        |            | Journalist und Autor                                                                    |
| Jürgen Wutzlhofer                    | 1977        |            | Politiker                                                                               |
| Markus Morawitz                      | 1978        |            | Westernreiter                                                                           |
| Thomas Mandl                         | 1979        |            | Fußballspieler                                                                          |
| Thomas Borenitsch                    | 1980        |            | Fußballspieler                                                                          |
| Mari Lang                            | 1980        |            | Moderatorin und Journalistin                                                            |
| Michael Mörz                         | 1980        |            | Fußballspieler                                                                          |
| Christoph Zarits                     | 1980        |            | Politiker                                                                               |
| Jürgen Bauer                         | 1981        |            | Autor                                                                                   |
| Silvia Fuhrmann                      | 1981        |            | Politikerin                                                                             |
| Anton Pauschenwein                   | 1981        |            | Fußballspieler                                                                          |
| Barbara Zeman                        | 1981        |            | Autorin                                                                                 |
| Andreas Ivanschitz                   | 1983        |            | Fußballspieler                                                                          |
| Stefan Pabst                         | 1983        |            | Musiker                                                                                 |
| Robert Weinstabl                     | 1983        |            | Fußballtorwart und -trainer                                                             |
| Astrid Eisenkopf                     | 1984        |            | Politikerin                                                                             |
| Die Mayerin                          | 1984        |            | Singer-Songwriterin                                                                     |
| Jürgen Rauchbauer                    | 1984        |            | Fußballspieler                                                                          |
| Simon Schumich                       | 1985        |            | Betriebswirt und Autor                                                                  |
| Lukas Pallitsch                      | 1985        |            | Theologe, Germanist und Mittelstreckenläufer                                            |
| Patrick Niklas                       | 1987        |            | Fußballspieler                                                                          |
| Thomas Sailer                        | 1987        |            | Autor                                                                                   |
| Philipp Hosiner                      | 1989        |            | Fußballspieler                                                                          |
| Maximilian Köllner                   | 1991        |            | Politiker (SPÖ)                                                                         |
| Lukas Rotpuller                      | 1991        |            | Fußballspieler                                                                          |
| Felix Wendelin                       | 1992        |            | Fußballspieler                                                                          |
| Peter Haring                         | 1993        |            | Fußballspieler                                                                          |
| Mario Pavelic                        | 1993        |            | Fußballspieler                                                                          |
| Marko Daňo                           | 1994        |            | Eishockeyspieler                                                                        |
| Caroline Hat                         | 1996        |            | Musikerin                                                                               |
| David Pichler                        | 1996        |            | Tennisspieler                                                                           |
| Patrick Schmidt                      | 1998        |            | Fußballspieler                                                                          |
| David Nemeth                         | 2001        |            | Fußballspieler                                                                          |
| Carney Chukwuemeka                   | 2003        |            | Fußballspieler                                                                          |
| Valentina Mädl                       | 2005        |            | Fußballspielerin                                                                        |
| Charlize Mörz                        | 2005        |            | Kunstturnerin                                                                           |

## Weitere Persönlichkeiten mit Bezug zur Stadt
Diese Teilliste umfasst jene Persönlichkeiten, die nicht in Eisenstadt geboren sind, jedoch ihre Hauptwirkungsstätte in Eisenstadt besaßen oder besitzen. Sie ist alphabetisch nach den Nachnamen der Persönlichkeiten geordnet.

Ausgewählte Porträts
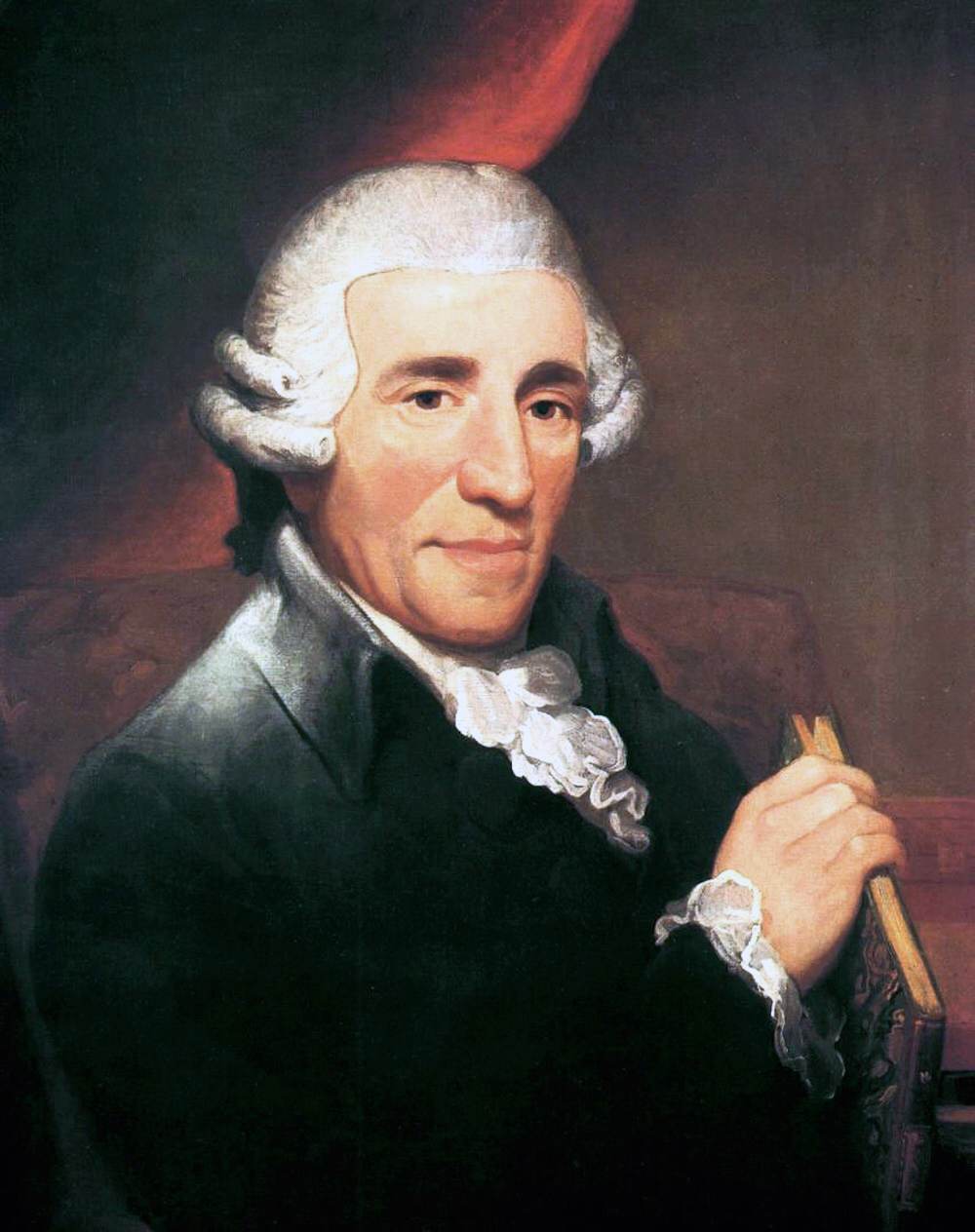
Joseph Haydn
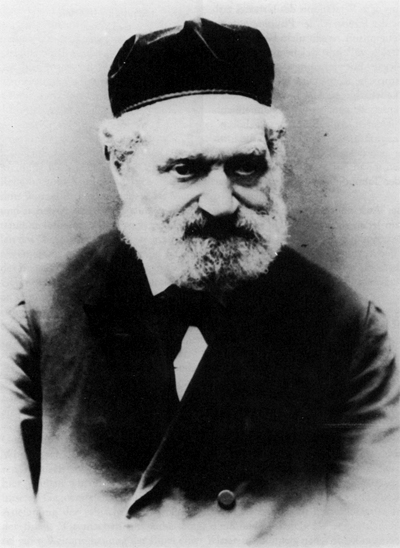
Esriel Hildesheimer
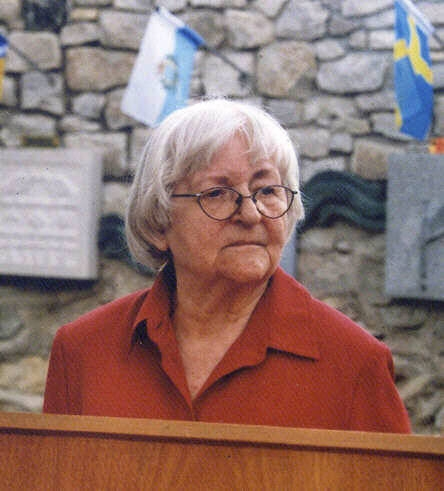
Klara Köttner-Benigni
Niccolò Mestrino
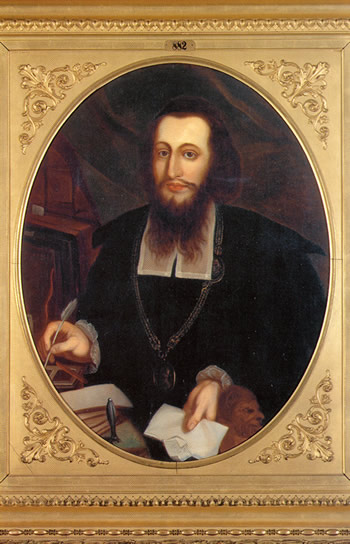
Samson Wertheimer

| Name                  | Geburtsjahr | Sterbejahr | zur Person                                                     | Bezug zu Eisenstadt                                                         |
| --------------------- | ----------- | ---------- | -------------------------------------------------------------- | --------------------------------------------------------------------------- |
| Nikolaus Bencsics     | 1937        |            | Sprachwissenschaftler, Historiker, Pädagoge und Schriftsteller | Pädagoge am bischöflichen Internat und an der Pädagogischen Hochschule      |
| Walter Benigni        | 1934        | 2019       | Kunst-Fotograf                                                 | Hauptwohnsitz                                                               |
| Heinz Birthelmer      | 1884        | 1940       | NSDAP-Politiker                                                | Generaldirektor der Eisenstädter Elektrizitäts AG                           |
| Vinzenz Böröcz        | 1915        | 1994       | Politiker und Buchdrucker                                      | Stadtrat von Eisenstadt                                                     |
| Edmund Brauner        | 1899        | 1960       | NSDAP-Politiker und SA-Führer                                  | ab 1938 Kreisleiter der NSDAP in Eisenstadt                                 |
| Helga Braunrath       | 1944        |            | Politikerin und BHS-Professorin                                | Mitglied des Eisenstädter Gemeinderats und Stadtsenats                      |
| Rudolf Burgmann       | 1874        | 1943       | Politiker                                                      | Volksschuldirektor in Eisenstadt                                            |
| Meir Eisenstadt       | 1670        | 1744       | Rabbiner und religiöser Schriftsteller                         | in Eisenstadt verstorben                                                    |
| Melinda Esterházy     | 1920        | 2014       | ungarisch-österreichische Adelige                              | Alleinerbin von Schloss Esterházy                                           |
| Anton Forti           | 1790        | 1859       | Sänger und Bratschist                                          | Kammersänger in der Fürstlich Eszterházy’schen Kapelle                      |
| Johann Nepomuk Fuchs  | 1766        | 1839       | Komponist und Kapellmeister                                    | Hofkapellmeister der Esterházy                                              |
| Michael Gangl         | 1885        | 1977       | Geistlicher und Politiker                                      | römisch-katholischer Stadtpfarrer von Eisenstadt von 1929 bis 1962          |
| Joseph Haydn          | 1732        | 1809       | Komponist                                                      | Hofkapellmeister in Eisenstadt                                              |
| Esriel Hildesheimer   | 1820        | 1899       | Mitbegründer der modernen Orthodoxie im Judentum               | Rabbiner in Eisenstadt von 1851 bis 1869                                    |
| Norbert Hofer         | 1971        |            | Politiker                                                      | Gemeinderat von Eisenstadt                                                  |
| Wolfgang Horvath      | 1966        |            | Dirigent und Kirchenmusiker                                    | Domorganist am Dom Sankt Martin                                             |
| Paul Iby              | 1935        |            | Geistlicher und Kirchenrechtler                                | seit 1992 Bischof von Eisenstadt                                            |
| Herwig Ilkow          | 1913        | 1942       | Politiker                                                      | ab 1925 in Eisenstadt                                                       |
| Thomas Katsich        | 1919        | 2004       | Politiker und Jurist                                           | Gemeinderat von Eisenstadt                                                  |
| Josef Kirchknopf      | 1930        |            | Politiker                                                      | Gemeinderat von Eisenstadt                                                  |
| Paul Koller           | 1889        | 1950       | Politiker                                                      | Bürgermeister von Eisenstadt                                                |
| Kurt Korbatits        | 1937        | 2023       | Politiker                                                      | Bürgermeister von Eisenstadt                                                |
| Klara Köttner-Benigni | 1928        | 2015       | Schriftstellerin, Publizistin und Naturschützerin              | Radio Burgenland, Hauptwohnsitz                                             |
| Günter Kovacs         | 1968        |            | Politiker                                                      | Vizebürgermeister von Eisenstadt                                            |
| Heinrich Kunnert      | 1904        | 1979       | Bibliothekar und Archivar                                      | Vorstand der Kulturabteilung des Amtes der Burgenländischen Landesregierung |
| Stephan László        | 1913        | 1995       | Geistlicher                                                    | von 1960 bis 1992 Bischof von Eisenstadt                                    |
| Wolfgang Lentsch      | 1939        |            | Musiker und Dirigent                                           | Pädagoge in Eisenstadt                                                      |
| Niccolò Mestrino      | 1748        | 1789       | italienischer Violinist und Komponist                          | wirkte von 1780 bis 1785 in Eisenstadt                                      |
| Géza Molnár           | 1984        |            | Politiker                                                      | Gemeinderat von Eisenstadt                                                  |
| Rudolf Perthen        | 1884        | 1941       | Architekt                                                      | Architekt des Landhauses und weitere Bauten in Eisenstadt                   |
| Regina Petrik         | 1963        |            | Politiker                                                      | Gemeinderätin von Eisenstadt                                                |
| Georg Pöch            | 1895        | 1970       | Arzt                                                           | Leiter der Muttergesundheitsfürsorge in Eisenstadt                          |
| Adalbert Riedl        | 1898        | 1978       | Lehrer, Museumsdirektor und Politiker                          | Direktor des Landesmuseums Burgenland                                       |
| Josef Rittsteuer      | 1914        | 2015       | römisch-katholischer Priester                                  | Stadtpfarrer im Eisenstädter Dom                                            |
| Heinrich Schmidt      | 1779        | 1857       | Schauspieler und Theaterdirektor                               | Leiter des fürstlichen Hoftheaters in Eisenstadt                            |
| Gaby Schwarz          | 1962        |            | Fernseh- und Radiomoderatorin und Politikerin                  | Redakteurin beim ORF-Landesstudio Burgenland                                |
| Anton Stirling        | 1926        | 2011       | Geistlicher                                                    | ab 1977 Generalvikar der Diözese Eisenstadt                                 |
| Otto Strobl           | 1927        | 2019       | Lehrer, Chorleiter, Komponist                                  | Lehrer an der PÄDAK Burgenland, Chorleiter des Haydn-Chores Eisenstadt      |
| Luigi Tomasini        | 1741        | 1808       | italienischer Violinist und Komponist                          | wirkte ab 1761 in Eisenstadt                                                |
| Helmuth Vogl          | 1928        |            | Politiker und Gewerkschafter                                   | ab 1956 Gemeinderat in Eisenstadt                                           |
| Gregor Joseph Werner  | 1693        | 1766       | Komponist                                                      | Hofkapellmeister in Eisenstadt                                              |
| Samson Wertheimer     | 1658        | 1724       | Hoffaktor, Oberrabbiner und Förderer des Judentums             | Rabbiner in Eisenstadt                                                      |
| Gerhard J. Winkler    | 1956        | 2012       | Musikwissenschaftler                                           | Leiter des Haydn-Museums                                                    |
| Alfred Zistler        | 1929        | 2009       | Geistlicher                                                    | römisch-katholischer Stadtpfarrer von Eisenstadt von 1972 bis 1998          |

## Ehrenbürger
Hier wird eine Auswahl der Ehrenbürger der Stadt Eisenstadt angeführt.
- Familie Esterházy
- Joseph Haydn, Musiker
- Johann Michael Haydn, Musiker
- Johann Nepomuk Hummel, Musiker
- Josef Hyrtl, Anatom
- Stephan László
- Adam Liszt, Musiker
- Franz Liszt, Musiker
- Alois Mock, Vizekanzler und Außenminister
- Mordecai Mokiach, Prediger
- Robert Musil, Schriftsteller
- Maria Perschy, Filmschauspielerin
- Joseph Weigl, Musiker
- Emanuel Schreiber, Rabbiner
- Samson Wertheimer, Rabbiner
- Alois Schwarz, ehemaliger Bürgermeister
- Vinzenz Böröcz, kommunistischer Widerstandskämpfer[1]